# هنري الثاني (ملك إنجلترا)
هنري الثاني (5 مارس 1133-6 يوليو 1189) الذي يُعرف باسم هنري ذو العباءة القصيرة (بالفرنسية: court-manteau) وذلك يُعزى إلى تفضيله ارتداء العباءات القصيرة بدلاً من الطويلة. هو ملك إنجلترا (1154-1189)، وسيد إيرلندا، وكونت أنجو ومين ونانت، وكذلك دوق كل من نورماندي وأقطانية. كما حكم اسكتلندا وويلز وبريتاني. هنري هو الابن الأكبر لجيوفري كونت أنجو وماتيلدا ابنة هنري الأول ملك إنجلترا. أصبح هنري الثاني دوق نورماندي عند بلوغه السابعة عشر من عمره، ثم ورث أنجو في السنة التي تلتها. تزوج من إليانور آكيتيان بعد طلاقها من لويس السابع ملك فرنسا. ورث هنري جميع الأراضي التي حكمها أبوه ستيفن عند وفاته عام 1154. فحكم بذلك ما عُرف فيما بعد بالإمبراطورية الأنجوية التي امتدت في غرب القارة الأوروبية وكان حينها لا يزال شاباً يافعاً.
كان هنري الثاني في حالة صراع دائم مع لويس السابع، وكانت الحرب بينهما أشبه بما يُعرف بالحرب الباردة التي امتدت لعدة عقود. قام هنري بتوسيع إمبراطوريته وكان ذلك غالباً على حساب لويس السابع، حيث استحوذ على العديد من الأراضي الفرنسية مثل بريتاني وتولوز. وعلى الرغم من معاهدات السلام التي كانت تُعقد بين الطرفين، إلّا أنها لم تنفذ على أرض الواقع. عمل هنري على تكوين علاقات جيدة مع الكنيسة، لكنّه دخل في صراع مع صديقه السابق الأسقف توماس بيكيت وانتهى هذا الصراع باغتيال هنري لتوماس عام 1170.
ثار عليه ابنه هنري وانضم له أخويه جيوفري وريتشارد بتحريض من زوجته إليانور عام 1173، لكن هنري الأب تمكن من الانتصار. قام أبناؤه بثورة أخرى عام 1183 لكنّها أيضاً فشلت وانتهت بوفاة هنري الابن. واجه هنري الثاني صعوبة فائقة في إرضاء جميع أبنائه، فلاحظ فيليب الثاني ملك فرنسا هذا الصراع بين العائلة الملكية ولعب على وتر خوف ريتشارد من تولي شقيقه الأصغر جون الحكم، فقامت ثورة أخرى عام 1189 انتهت بانتصار ريتشارد وفيليب ووفاة الملك هنري الثاني في شينو في أنجو نتيجة تعرضه لنزيف في الجهاز الهضمي.

## سنواته الأولى (1133-1149)
ولد هنري في نورماندي في لومان بتاريخ 5 مايو عام 1133، وكان الولد الأكبر للإمبراطورة ماتيلدا وزوجها الثاني، جيفري بلانتيغينت، كونت أنجو. شُكلت مقاطعة أنجو الفرنسية في القرن العاشر ولقد حاول الحكام الأنغيفيين على مدى عدة قرون توسيع نفوذهم وسلطتهم عبر فرنسا من خلال اختيار الزيجات والتحالفات السياسية بعناية. من الناحية النظرية، استجابت المقاطعة للملك الفرنسي، لكن السلطة الملكية على أنجو ضعفت خلال القرن الحادي عشر وأصبحت المقاطعة تتمتع إلى حد كبير بحكم ذاتي.
كانت أم هنري هي الأبنة الكبرى لهنري الأول، ملك إنجلترا ودوق نورماندي. وُلدت في طبقة حاكمة قوية من النورمانيين، امتلكت تقليديًا أراضي واسعة في كل من إنجلترا ونورماندي، وكان زوجها الأول هو الإمبراطور الروماني المقدس هنري الخامس. بعد وفاة والدها في عام 1135، كانت ماتيلدا تأمل في الحصول على العرش الإنجليزي، لكن عوضًا عن ذلك تتوج ابن عمها ستيفن ملكًا واعتُرف به دوقًا للنورماندي، ليؤدي ذلك إلى اندلاع حرب أهلية بين أنصارهم المتنافسين. استغل جيفري الفوضى للهجوم على دوقية النورماندي لكنه لم يلعب دورًا مباشرًا في الصراع الإنجليزي، تاركًا ذلك لماتيلدا وأخيها غير الشقيق روبرت، إيرل غلوستر. استمرت الحرب، التي أطلق عليها المؤرخون الفيكتوريون اسم الحرب اللاسلطوية، وتدهورت إلى طريق مسدود.
من المرجح أن هنري أمضى بعض سنين حياته الأولى في منزل والدته، ورافق ماتيلدا إلى نورماندي في أواخر ثلاثينيات القرن الثاني عشر. أمضى هنري طفولته اللاحقة، غالبًا منذ سن السابعة، في أنجو حيث تلقى تعليمه على يد بيتر أوف سنتس، عالم نحو وصرف معروف في تلك الأيام. في نهاية عام 1142، قرر جيفري إرسال هنري ذو التسع سنوات إلى بريستول، مركز المعارضة الأنغيفية لستيفن في جنوب غرب إنجلترا، برفقة روبرت غلوستر. على الرغم من أن وجود أطفال متعلمين في أسر الأقارب كان شائعًا بين النبلاء في تلك الفترة، فقد كان لإرسال هنري إلى إنجلترا فوائد سياسية أيضًا، لأن جيفري كان يتعرض للنقد بسبب رفضه الانضمام إلى الحرب في إنجلترا. عاش هنري لمدة عام تقريبًا إلى جانب روجر من وورسستر، أحد أبناء روبرت، وتعلم على يد المعلم، السيد ماثيو؛ اشتهرت أسرة روبرت بتعليمها وتعلّمها. ساعدت شرائع القديس أوغستين البريستولي بتعليم هنري، وقد تذكرها بحب في السنوات اللاحقة. عاد هنري إلى أنجو إما في عام 1143 أو في عام 1144، مستأنفًا تعليمه بإشراف ويليام الكونشزي، وهو أكاديمي مشهور آخر.
عاد هنري إلى إنجلترا في عام 1147، عندما كان في سن الرابعة عشر. أخذ معه أسرته الحالية وبعض المرتزقة، غادر نورماندي ووصل إلى إنجلترا، واقتحم ويلتشاير. على الرغم من التسبب في حالة ذعر كبيرة في البداية، فقد نجحت الحملة قليلًا ووجد هنري نفسه غير قادر على الدفع لقواته وبالتالي غير قادر على العودة إلى نورماندي. لم تكن أمه أو عمه مستعدين لدعمه، مما يدل على أنها لم يكونا موافقين على الحملة منذ البداية. على نحو مفاجئ، لجأ هنري إلى الملك ستيفن الذي دفع الأجور المتأخرة وبالتالي سمح ذلك لهنري أن يتقاعد بكل راحة. ليست الأسباب التي جعلت ستيفن يقوم بذلك واضحةً. أحد الأسباب المحتملة لذلك هي احترامه عمومًا لفرد من أفراد أسرته الممتدة؛ ويوجد سبب آخر يقول إنه كان قد بدأ يفكر بإنهاء الحرب سلميًا، واعتبر ذلك طريقة لبناء علاقة مع هنري. تدخل هنري مرة أخرى في عام 1149، وبدأ مرحلة سُميت بمرحلة الهنرية للحرب الأهلية. خطط هنري في هذه المرة لتشكيل تحالف شمالي مع الملك ديفيد الأول الأسكتلندي، عم هنري الأكبر، ورانولف من تشيستر (التشيستري)، الزعيم الإقليمي القوي الذي سيطر على معظم شمال غرب إنجلترا. وفقًا لهذا التحالف، اتفق هنري ورانولف على الهجوم على يورك، بمساعدة الاسكتلنديين على الأرجح. تفكك الهجوم المُخطط له بعد أن تقدم ستيفن بسرعة شمالًا باتجاه يورك، وعاد هنري إلى النورماندي.

## وصلات خارجية
- هنري الثاني ملك إنجلترا على موقع الموسوعة البريطانية (الإنجليزية)
- هنري الثاني ملك إنجلترا على موقع إن إن دي بي (الإنجليزية)